# Krista Allen
Krista Allen (ur. 5 kwietnia 1971 w Venturze) – amerykańska aktorka.
Wystąpiła w serialach telewizyjnych jak Dni naszego życia, Słoneczny patrol, Czas na Briana oraz w filmach Kłamca, kłamca, Niebezpieczny umysł, Dwóch gniewnych ludzi i Oszukać przeznaczenie 4.

## Życiorys
Urodziła się w Venturze w stanie Kalifornia. Ma starszego brata, Daltona Earla Allena Jr. Dorastała w Houston, a obecnie przebywa w Austin w stanie Teksas. Uczęszczała do szkoły Austin Community College w Teksasie. Krista była absolwentką Uniwersytetu Ohio, gdzie ukończyła studia fitnessu.

## Kariera
W roku 1994 zagrała rolę Emmanuelle w filmach erotycznych z serii Emmanuelle in Space. Zagrała również w innych serialach telewizyjnych jak Dni naszego życia w roli Billie Reed, Świat według Bundych jako Crystal Clark oraz Słoneczny patrol w roli Jenny Avid. Pojawiła się również w filmach jak Niebezpieczny umysł, Dwóch gniewnych ludzi oraz w horrorze Krwawa uczta.
W 2002 roku zagrała rolę pięknej kobiety w filmie Niebezpieczny umysł.
Zagrała również rolę Bridget Keller w serialu ABC Czas na Briana. W 2007 roku pojawiła się w programie reality show Fast Cars and Superstars: The Gillette Young Guns Celebrity Race. Allen pojawiła się w drugim sezonie programu reality Gorzkie życie Denise Richards. W 2011 roku zagrała gościnnie rolę Janine w serialu NBC Miłość w wielkim mieście. W latach 2021-2023 wcielała się w postać Taylor Hayes w serialu Moda na sukces. Zastąpiła w tej roli Hunter Tylo.
Posiada własną linię t-shirtów o nazwie SuperEXcellent.
Prowadzi blog o nazwie Veggie Boom Boom wraz z Katriną McCaffery. Allen jest weganką.

## Filmografia
- 1994: Emmanuelle: Królowa galaktyki jako Emmanuelle
- 1994: Emmanuelle 2: Wirtualny świat pożądania jako Emmanuelle
- 1994: Emmanuelle 3: Lekcja miłości jako Emmanuelle
- 1994: Emmanuelle 4: Skrywane fantazje jako Emmanuelle
- 1994: Emmanuelle 5: Czas na marzenia jako Emmanuelle
- 1994: Emmanuelle 6: Ostatnie rozkosze jako Emmanuelle
- 1994: Emmanuelle 7: Czym jest miłość? jako Emmanuelle
- 1996: Świat według Bundych jako Crystal Clark (odcinek „Calendar Girl”)
- 1997: Kłamca, kłamca jako kobieta w windzie
- 1999–2002: Dni naszego życia jako Billie Reed
- 2000–2001: Słoneczny patrol jako Jenna Avid
- 2002: Niebezpieczny umysł jako piękna kobieta
- 2003: Dwóch gniewnych ludzi jako Stacy
- 2005: Krwawa uczta jako Tuffy
- 2006–2007: Czas na Briana jako Bridget Keller
- 2008: Dzikie łowy jako Krista
- 2009: Oszukać przeznaczenie 4 jako Samantha Lane
- 2011: Miłość w wielkim mieście jako Janine (odcinek „Sky High”)
- 2021-2023: Moda na sukces jako Taylor Hayes